# 예친왕 (睿)
화석예친왕(중국어: 和碩睿親王, 만주어: ᡥᠣᡧᠣᡳ
ᠮᡝᡵᡤᡝᠨ
ᠴᡳᠨ ᠸᠠᠩ Hošoi mergen cin wang)은 청나라의 주요한 작호이다. '예(睿)'는 만주어 'mergen(머르건)'을 의역한 것으로, '현명한'을 뜻한다. 1636년 도르곤이 처음으로 화석친왕에 봉해지며 예친왕이라 불렸다. 도르곤이 죽은 이후 순치제는 예친왕의 작호를 추탈하였으나 그 증손자인 건륭제에 이르러서 도르곤의 명예와 작위를 신원, 도르곤의 양자 도르보의 후손을 찾아 다시 예친왕에 봉한 이후 철모자왕에 봉하여 그 작위를 대대로 전하게 하였다. 청나라의 멸망 때까지 총 여덟 명의 예친왕과 다섯 명의 추존왕이 있었다.

## 역대 예친왕가(睿親王家) 가주
|    | 봉호            | 시호       | 이름                            | 가계                                                                                     | 재위년도        | 기록                                           |
| -- | --------------- | ---------- | ------------------------------- | ---------------------------------------------------------------------------------------- | --------------- | ---------------------------------------------- |
| 1  | 예친왕 (睿親王) | 충(忠)     | 다이곤(多爾袞) Dorgon           | 누르하치의 14남                                                                          | 1636년 ~ 1650년 | 1650년 작위 추탈. 1678년 복작됨                |
| 2  | 패륵(貝勒)      |            | 다이박(多爾博)                  | 도도의 5남                                                                               | 1657년 ~ 1673년 |                                                |
| 3  | 진국공(鎭國公)  |            | 소이발(蘇爾發)                  | 다이박의 2남                                                                             | 1673년 ~ 1708년 |                                                |
| 4  | 진국공(鎭國公)  |            | 색럭(塞勒) Sele                 | 소이발의 장남                                                                            | 1708년 ~ 1729년 | 1762년 신군왕(信郡王)로 추봉됨                 |
| 5  | 보국공(輔國公)  | 각근(恪勤) | 공의포(功宜布)                  | 색럭의 2남                                                                               | 1744년 ~ 1746년 | 1762년 신군왕(信郡王)로 추봉됨                 |
| 6  | 신군왕(信郡王)  | 각(恪)     | 여송(如松)                      | 제6대 예친왕가(豫親王家) 가주. 공의포의 아들. 예각친왕 덕소(豫慤親王 德昭)의 사자(嗣子). | 1762년 ~ 1770년 | 신군왕(信郡王). 1778년 예친왕(睿親王)로 추봉됨 |
| 7  | 예친왕 (睿親王) | 공(恭)     | 순영(淳穎) Šuwening             | 여송의 아들                                                                              | 1778년 ~ 1800년 |                                                |
| 8  | 예친왕 (睿親王) | 신(愼)     | 보은(寶恩) Booen                | 순영의 장남                                                                              | 1801년 ~ 1802년 |                                                |
| 9  | 예친왕 (睿親王) | 근(勤)     | 단은(端恩) Duwanen              | 순영의 4남                                                                               | 1802년 ~ 1826년 |                                                |
| 10 | 예친왕 (睿親王) | 희(僖)     | 인수(仁壽) Žinšeo               | 단은의 아들                                                                              | 1826년 ~ 1864년 |                                                |
| 11 | 예친왕 (睿親王) | 각(愨)     | 덕장(德長)                      | 인수의 아들                                                                              | 1865년 ~ 1876년 |                                                |
| 12 | 예친왕 (睿親王) | 경(敬)     | 괴빈(魁斌)                      | 덕장의 아들                                                                              | 1876년 ~ 1915년 |                                                |
| 13 | 예친왕 (睿親王) |            | 중전(中銓)                      | 괴빈의 아들                                                                              | 1915년 ~ 1939년 |                                                |
| 14 | 예친왕 (睿親王) |            | 김기수(金寄水) 본명: 이년(頤年) | 괴빈의 손자                                                                              | 1939년 ~ 1945년 | 작위 승습을 거부                               |

## 같이 보기
- 철모자왕